# Aucey-la-Plaine
Aucey-la-Plaine (prononcer /ose:laplɛn/) est une commune française située dans le département de la Manche en région Normandie, peuplée de 413 habitants.

## Géographie

### Localisation
Aucey-la-Plaine est une commune limitrophe de la Bretagne à l'extrême sud-ouest de la Manche et de l'Avranchin, dans le canton de Pontorson. Son bourg est distant de 3,5 km au sud du chef-lieu de canton, de 8 km au nord d'Antrain, de 14 km à l'est de Saint-James et de 24 km au sud-ouest d'Avranches, chef-lieu d'arrondissement.
Aucey-la-Plaine est bordée de trois cours d'eau : le Couesnon, marquant la frontière historique avec la Bretagne, qui se jette dans la baie du mont Saint-Michel, et deux de ses affluents : au nord, le ruisseau des Landes-Besnel, en limite de la commune de Boucey (associée à Pontorson), et au sud le Loison, séparant Aucey des communes de Vessey et Sacey.
La superficie de la commune est de 939 hectares. Son altitude varie entre 5 et 61 mètres. La partie la plus basse, le long du Couesnon est marécageuse et fréquemment inondée en hiver. La majeure partie des sols de la commune est schisteuse, à l'exception des alluvions qu'on trouve sur les terrains bordant le Couesnon.
Le paysage est assez plat et principalement agraire. La commune a été remembrée en 1985 mais on trouve encore un peu de talus et de haies, et quelques surfaces boisées. Dans la partie marécageuse ont été plantées un grand nombre de peupliers. L'économie est dominée par l'agriculture : la surface agricole utilisée représente 90 % de la superficie totale. Les champs cultivés occupent le tiers des surfaces avec une dominance de prairies temporaires, de maïs fourrage et de céréales.
| Pontorson (comm. ass. de Boucey) | Pontorson (comm. ass. de Boucey) | Pontorson (comm. ass. de Cormeray) |
| Sougéal (Ille-et-Vilaine)        | Aucey-la-Plaine                  | Vessey                             |
| Sougéal (Ille-et-Vilaine)        | Sacey                            | Vessey                             |

### Hydrographie
La commune est située dans le bassin Loire-Bretagne. Elle est drainée par le Couesnon, le Loison, le canal de la grande rigole et  et un autre petit cours d'eau,.
Le Cunes, d'une longueur de 97 km, prend sa source dans la commune de Saint-Pierre-des-Landes et se jette  dans la baie du Mont-Saint-Michel à Mont-Saint-Michel, après avoir traversé 25 communes. 
Le Loison, d'une longueur de 12 km, prend sa source dans la commune de Saint-James et se jette  dans le Couesnon en limite d' en limite de la commune et de Sacey, après avoir traversé quatre communes. 

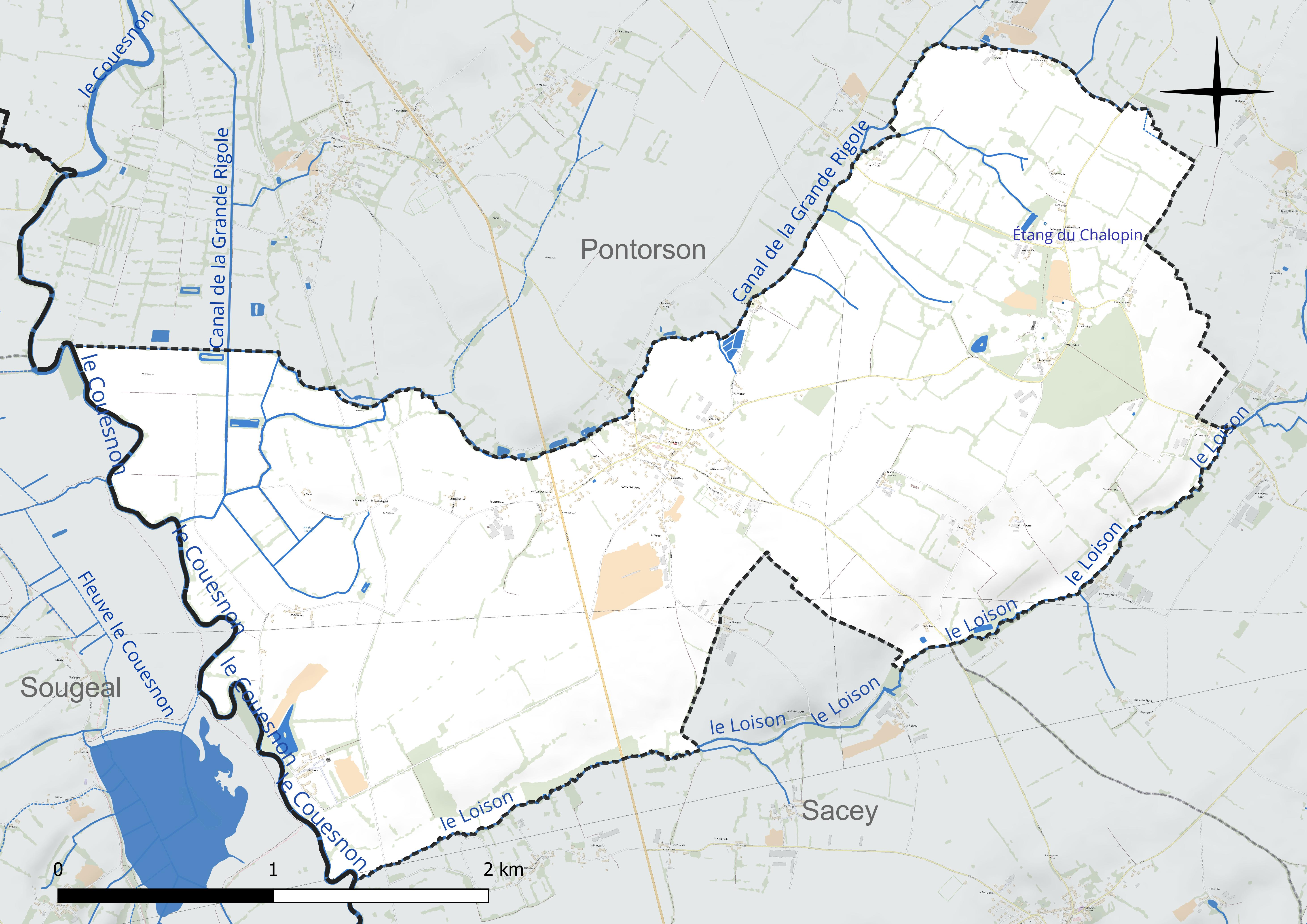
Réseau hydrographique d'Aucey-la-Plaine.

Un plan d'eau complète le réseau hydrographique : l'étang du Chalopin (0,3 ha),.

### Climat
Pour des articles plus généraux, voir Climat de la Normandie et Climat de la Manche.
En 2010, le climat de la commune est de type climat océanique franc, selon une étude du CNRS s'appuyant sur une série de données couvrant la période 1971-2000. En 2020, Météo-France publie une typologie des climats de la France métropolitaine dans laquelle la commune est exposée à un climat océanique et est dans la région climatique Bretagne orientale et méridionale, Pays nantais, Vendée, caractérisée par une faible pluviométrie en été et une bonne insolation. Parallèlement le GIEC normand, un groupe régional d'experts sur le climat, différencie quant à lui, dans une étude de 2020, trois grands types de climats pour la région Normandie, nuancés à une échelle plus fine par les facteurs géographiques locaux. La commune est, selon ce zonage, exposée à un « climat maritime », correspondant au Cotentin et à l'ouest du département de la Manche, frais, humide et pluvieux, où les contrastes pluviométrique et thermique sont parfois très prononcés en quelques kilomètres quand le relief est marqué.
Pour la période 1971-2000, la température annuelle moyenne est de 11,4 °C, avec une amplitude thermique annuelle de 12,2 °C. Le cumul annuel moyen de précipitations est de 745 mm, avec 12,7 jours de précipitations en janvier et 7,2 jours en juillet. Pour la période 1991-2020, la température moyenne annuelle observée sur la station météorologique la plus proche, située sur la commune de Pontorson à 4 km à vol d'oiseau, est de 11,9 °C et le cumul annuel moyen de précipitations est de 821,3 mm,. Pour l'avenir, les paramètres climatiques de la commune estimés pour 2050 selon différents scénarios d'émission de gaz à effet de serre sont consultables sur un site dédié publié par Météo-France en novembre 2022.

## Urbanisme

### Typologie
Au 1er janvier 2024, Aucey-la-Plaine est catégorisée commune rurale à habitat dispersé, selon la nouvelle grille communale de densité à sept niveaux définie par l'Insee en 2022.
Elle est située hors unité urbaine. Par ailleurs, la commune fait partie de l'aire d'attraction de Pontorson, dont elle est une commune de la couronne,. Cette aire, qui regroupe 5 communes, est catégorisée dans les aires de moins de 50 000 habitants,.

### Occupation des sols
L'occupation des sols de la commune, telle qu'elle ressort de la base de données européenne d'occupation biophysique des sols Corine Land Cover (CLC), est marquée par l'importance des territoires agricoles (95,4 % en 2018), une proportion sensiblement équivalente à celle de 1990 (96 %). La répartition détaillée en 2018 est la suivante : terres arables (59,1 %), prairies (25,5 %), zones agricoles hétérogènes (10,8 %), zones urbanisées (4,3 %), zones humides intérieures (0,3 %). L'évolution de l'occupation des sols de la commune et de ses infrastructures peut être observée sur les différentes représentations cartographiques du territoire : la carte de Cassini (XVIIIe siècle), la carte d'état-major (1820-1866) et les cartes ou photos aériennes de l'IGN pour la période actuelle (1950 à aujourd'hui).

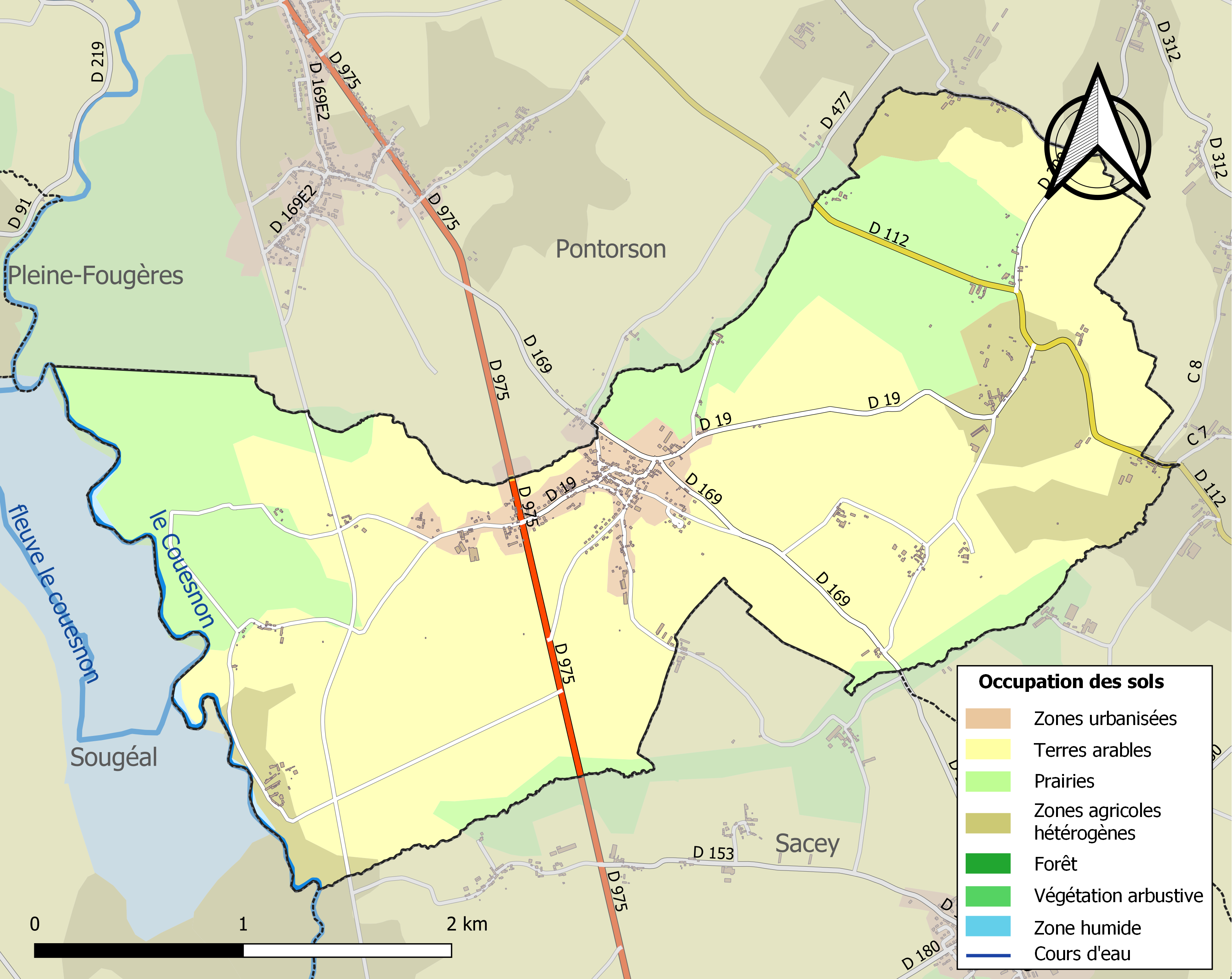
Carte des infrastructures et de l'occupation des sols de la commune en 2018 (CLC).

## Toponymie

### Attestations anciennes
Hance [lire Hancé] 1142, Aucie XIIe siècle, Gelduinus de Auce 1172, Galfridus de Auceio 1198, Galfridus de Aucie 1198, Jordoinus de Auceio 1234, Johannes de Auce 1268, rector de Auceyo 1369/1370, 1371/1372, ecclesia de Auceio 1412, ecclesia de Auxeio c. 1480, Auxey 1612/1636, Auxé 1677, 1713, Aucey 1753/1785, 1854, 1903.
Le gentilé est Aucéens.

### Étymologie
Toponyme gallo-roman °ALCIACU, formé avec le suffixe -ACU ajouté à un nom de personne. Le premier élément est l'anthroponyme (nom de personne) gallo-romain Alcius, d'où le sens global de « domaine rural d'Alcius ». Ce type toponymique se rencontre plusieurs fois en France sous les formes Auchy, Auxy, Auxi, etc.
Autrefois simplement Aucey, la commune a ajouté le déterminant -la-Plaine à son nom en 1927 pour éviter les confusions avec la commune d'Auxais, près de Saint-Lô. La région de plaine où se situe Aucey, sur la rive droite (normande) du Couesnon, contraste en effet avec le relief accidenté de la rive bretonne opposée.

## Histoire
Aucey-la-Plaine est cité par quelques historiens locaux du XIXe siècle :
- l'abbé Desroches, dans son Histoire du Mont-Saint-Michel et de l'ancien diocèse d'Avranches. (1838) : « Une ancienne tradition veut que quelques familles errantes aient exhaussé le lieu où est actuellement l'église d'Aucey, et que cette paroisse tire son nom de cet exhaussement. S'étant fixés en ces lieux marécageux, ils se virent bientôt en proie à des fièvres dévorantes. Ils élevèrent aussi une petite chapelle, sous l'invocation de la Sainte Vierge, et l'appelèrent la chapelle de la fiévreuse. Aucey possède le château et le fief de la Crenne, un des plus anciens du pays ; en faisant réparer la chaussée de l'étang, on a trouvé des pièces carolingiennes »[37].
- Jacques-François Boudent-Godelinière dans son Essai historique et statistique sur l'Avranchin (1844) : « On voit, dans la commune d'Aucey, un château construit depuis environ un demi-siècle, nommé le Gué-Péroux, à très peu de distance du Couësnon. Cette dénomination annonce qu'il y avait jadis un gué dans cet endroit de la rivière, ce qui est en effet très exact. C'est par ce gué que le prince de Condé, qui s'était mis à la tête des protestants, passa, en 1585, de Normandie en Bretagne, pour de là se rendre en Angleterre »[38].
- Édouard le Héricher dans son Avranchin monumental et historique (1845) : « Cette commune affecte la configuration que les botanistes appellent réniforme. La grande route d'Antrain forme la nervure médiane ; le Couesnon tronque le lobe occidental, le réseau des chemins imite les fibrilles du tissu ; une ligne à peu près idéale contourne le lobe oriental. Deux petits affluents du Couesnon côtoient le bord du sud en l'échancrant au milieu et celui du nord. Les marais du Couesnon se resserrent à Aucey par le rapprochement des rebords du bassin. En cette commune est un passage assez fréquenté : c'est le Gué-Perroux par lequel passa le prince de Condé déguisé qui se réfugiait en Angleterre. En fait de noms significatifs, on remarque le Haut-Gringeal, la Rue, la Lande-Chauve, la Herpoterie, la Croisade, la Porte, et l'ancien fief de la Crenne qui appartient à une branche des Verdun, et près duquel on a trouvé des monnaies carlovingiennes, et la chapelle dite des Fiévroux, dédiée à la Vierge.

Il ne reste plus rien de l'église que R. de Beaufou donna au commencement du XIIe siècle ; celle d'aujourd'hui, vaste, propre, confortable, a une origine toute moderne : la tour est de 1762, la nef de 1775, et le reste est à peu près de ce temps. Il n'y a rien aux murs, rien à la voûte, rien aux autels qui ait un caractère d'art ou qui parle du passé. Le pavé seul a conservé quelques pierres plus vieilles que l'église. On remarque une dalle à grande croix, ornée de trois écussons losangés, la pierre tombale de Marie A. d'Aucey de Lambert 1776, inscription reproduite sur une dalle récente de marbre noir, placée dans le pavé du chœur, celle de Michel Lenglois 1622, une de 1572, celle d'Olyvier Guyon, prêtre et chanoine, de la Crenne 1639. Les murs du cimetière sont revêtus d'anciennes pierres taillées en prismes, venues sans doute de l'ancienne église.
En 1648, cette église rendait 300 livres ; en 1698, elle en valait 500 : 143 taillables payaient 1 172 livre. Notre épigraphe nous apprend que, dans l'origine, cette église était aux évêques d'Avranches, et qu'elle fut transférée à l'abbaye de Marmoutier.
Dans une ancienne charte du Livre Vert, on trouve un Gaufridus de Anceio et Auceio, et ailleurs on lit : « Unam plateam cum orto apud Auceium »  Aucey est cité dans l'Echiquier, pour l'année 1198, dans la préfecture de Pontorson : « Galf. de Auceio deb. xl. so. quos habuit de Ric. Burnof de Taill. Fales. ». Nous avons une charte de Montmorel relative à cette paroisse, intitulée : « Carta confirmationis Rolandi de Auce pro elemosinis datis à Joh. de Ciz. Polie. 1234... teneor garantizare abbatie M. Morelli elemosinam quam J. de Ciz. fecit de feodo presbiteri in parrochia de Poilleio... ad majorem firmitatem D. Jordoinus de Auceio miles hujus conventionis plegius sigillum suum apposuit. »
Aucey est latinisé en Alceium ou en son équivalent Auceium : ces mots signifient habitation d'Auci ou d'Alci. Il y a trois tenants en chef de ce nom dans le Domesday.
L'affaire criminelle Louis Lédenté s'est déroulée à Aucey-la-Plaine en novembre 1959.

## Politique et administration
| Période                                                                               | Période   | Identité                                  | Étiquette | Qualité                                        |
| ------------------------------------------------------------------------------------- | --------- | ----------------------------------------- | --------- | ---------------------------------------------- |
| 1791                                                                                  | 1794      | Lange                                     |           |                                                |
| 1794                                                                                  | 1795      | Charles Pivert                            |           |                                                |
| 1795                                                                                  | 1798      | Jacques Porcher                           |           |                                                |
| 1798                                                                                  | 1800      | François Helleu                           |           | Officier public                                |
| 1800                                                                                  | 1812      | François Helleu                           |           |                                                |
| 1812                                                                                  | 1830      | Alexandre de Verdun de La Crenne          |           |                                                |
| 1831                                                                                  | 1848      | Julien Duguépéroux                        |           |                                                |
| 1848                                                                                  | 1849      | Louis de Verdun de La Crenne              |           |                                                |
| 1850                                                                                  | 1870      | Alexandre Constant de Verdun de La Crenne |           |                                                |
| 1870                                                                                  | 1871      | Louis Pivert                              |           |                                                |
| 1871                                                                                  | 1889      | Alexandre Constant de Verdun de La Crenne |           |                                                |
| 1890                                                                                  | 1898      | François Pivert                           |           |                                                |
| 1898                                                                                  | 1945      | René de Verdun                            |           |                                                |
| 1945                                                                                  | 1959      | Roland de Verdun                          |           |                                                |
| 1959                                                                                  | 1977      | François Porcher                          |           |                                                |
| 1977                                                                                  | 1983      | Jean-Marie Gouablin                       |           |                                                |
| 1983                                                                                  | 1989      | Anatole Lecamus                           |           |                                                |
| 1989                                                                                  | 1995      | Michel de Verdun                          |           | Agriculteur                                    |
| 1995                                                                                  | 2001      | Anatole Lecamus                           |           |                                                |
| mars 2001                                                                             | mars 2014 | Alain Bodin                               | SE        | Exploitant agricole                            |
| mars 2014                                                                             | mai 2020  | Jacqueline Poisson                        | SE        | Retraitée de la fonction publique hospitalière |
| mai 2020                                                                              | En cours  | Alain Bodin                               | SE        | Exploitant agricole                            |
| Une partie des données est issue d'une liste établie par Jean Pouëssel et Yves Murie. |           |                                           |           |                                                |

Le conseil municipal est composé de onze membres dont le maire et trois adjoints.

## Démographie
L'évolution du nombre d'habitants est connue à travers les recensements de la population effectués dans la commune depuis 1793. Pour les communes de moins de 10 000 habitants, une enquête de recensement portant sur toute la population est réalisée tous les cinq ans, les populations de référence des années intermédiaires étant quant à elles estimées par interpolation ou extrapolation. Pour la commune, le premier recensement exhaustif entrant dans le cadre du nouveau dispositif a été réalisé en 2007.
En 2022, la commune comptait 413 habitants, en évolution de −4,62 % par rapport à 2016 (Manche : −0,31 %, France hors Mayotte : +2,11 %).
Aucey-la-Plaine a compté jusqu'à 818 habitants en 1846.
| 1793 | 1800 | 1806 | 1821 | 1831 | 1836 | 1841 | 1846 | 1851 |
| ---- | ---- | ---- | ---- | ---- | ---- | ---- | ---- | ---- |
| 769  | 551  | 611  | 700  | 745  | 778  | 790  | 818  | 757  |

| 1856 | 1861 | 1866 | 1872 | 1876 | 1881 | 1886 | 1891 | 1896 |
| ---- | ---- | ---- | ---- | ---- | ---- | ---- | ---- | ---- |
| 817  | 810  | 815  | 763  | 766  | 765  | 786  | 746  | 712  |

| 1901 | 1906 | 1911 | 1921 | 1926 | 1931 | 1936 | 1946 | 1954 |
| ---- | ---- | ---- | ---- | ---- | ---- | ---- | ---- | ---- |
| 733  | 750  | 665  | 552  | 529  | 555  | 561  | 553  | 512  |

| 1962 | 1968 | 1975 | 1982 | 1990 | 1999 | 2006 | 2007 | 2012 |
| ---- | ---- | ---- | ---- | ---- | ---- | ---- | ---- | ---- |
| 472  | 444  | 442  | 419  | 430  | 362  | 440  | 451  | 444  |

| 2017 | 2022 | - | - | - | - | - | - | - |
| ---- | ---- | - | - | - | - | - | - | - |
| 427  | 413  | - | - | - | - | - | - | - |

## Culture locale et patrimoine

### Lieux et monuments
- Église paroissiale Notre-Dame. Édifiée au XVIIIe siècle avec les pierres du château de Boucey[43], elle abrite une Vierge à l'Enfant du XVIe classée au titre objet aux monuments historiques[49]. Sont également conservés trois autels[50],[51],[52].
- Chapelle et la fontaine Notre-Dame de Fiévroux, anciennement Fièvoux (XVIe siècle). Lieu de pèlerinage très ancien. Selon la tradition, un oratoire fut érigé à l'emplacement d'une source aux vertus curatives, à une époque où la fièvre des marais décimait la population. La chapelle, en ruines à la Révolution, fut relevée vers 1820.
- Château de la Crenne (milieu XIXe siècle), propriété de la famille de Verdun, construit entre 1851 et 1858 par l'architecte rennais Jacques Mellet. Sa décoration intérieure fut réalisée par Jobbé-Duval, et le parc fut dessiné par Paul de Choulot.
- Le Gué-Péroux (fin XVIIIe siècle) ; ancien passage à gué traversant le Couesnon. Au Moyen Âge, il servait de poste de garde.
- Calvaire et croix de cimetière (XIXe siècle).
- Passerelle piétonnière au-dessus du Couesnon reliant les marais d'Aucey et de Sougeal en Bretagne[43].

### Personnalités liées à la commune
- Jean-René de Verdun de La Crenne (1741 à Aucey - 1805), officier de marine et scientifique, né au château de La Crenne[53].

### Sources
- Bulletin municipal d'information d'Aucey-la-Plaine.
- Daniel Delattre et Emmanuel Delattre, La Manche les 602 communes, Grandvilliers, Éditions Delattre, 2002, 280 p. (ISBN 978-2-9159-0709-4), p. 13.
- René Gautier et al. (préf. Jean-François Le Grand, postface Danièle Polvé-Montmasson), 601 communes et lieux de vie de la Manche : Le dictionnaire incontournable de notre patrimoine, Bayeux, Éditions Eurocibles, coll. « Inédits & Introuvables », 2014, 704 p. (ISBN 978-2-35458-036-0), p. 61.